# Sigsarve strand

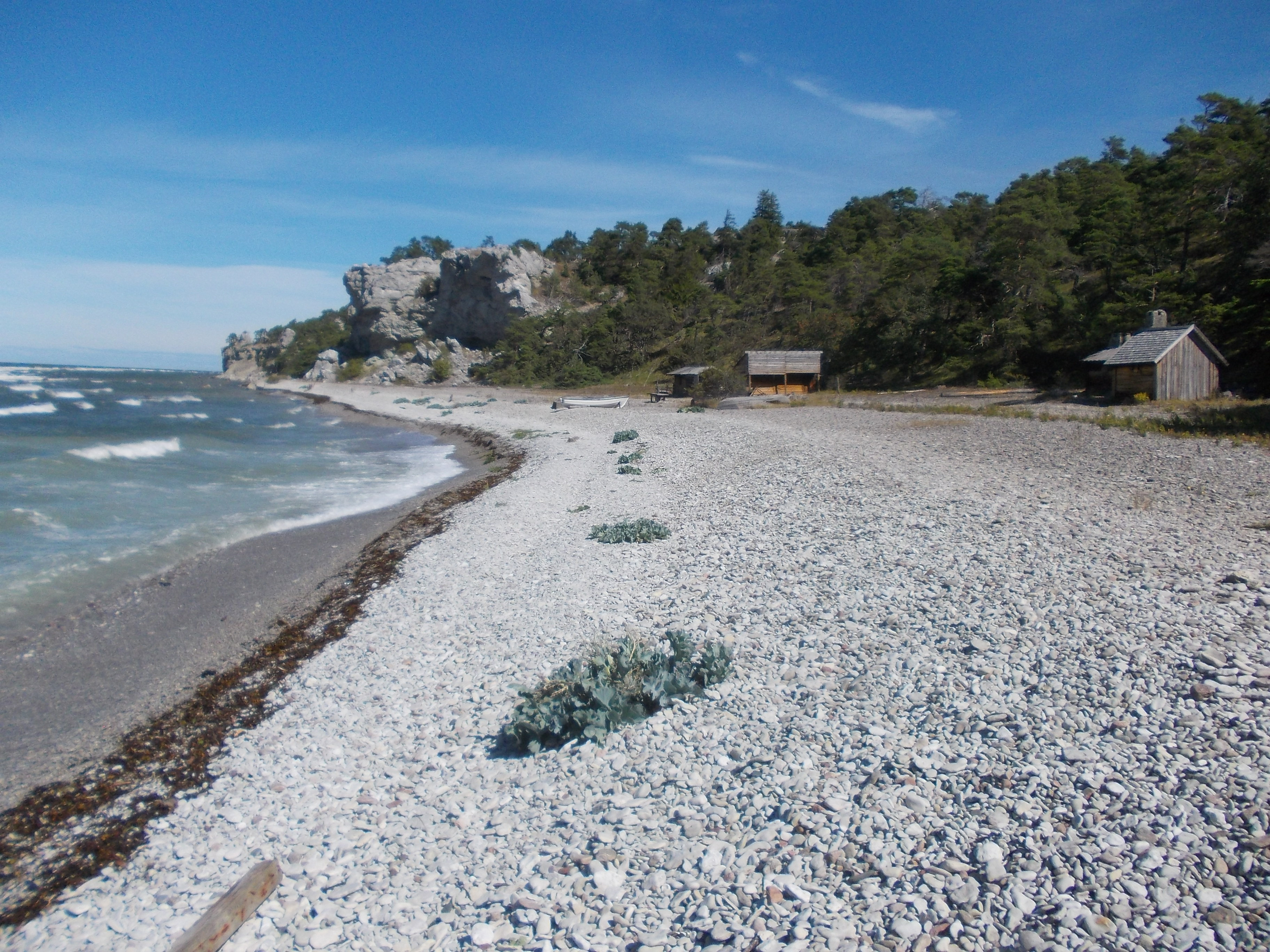
Sigsarvestrand.

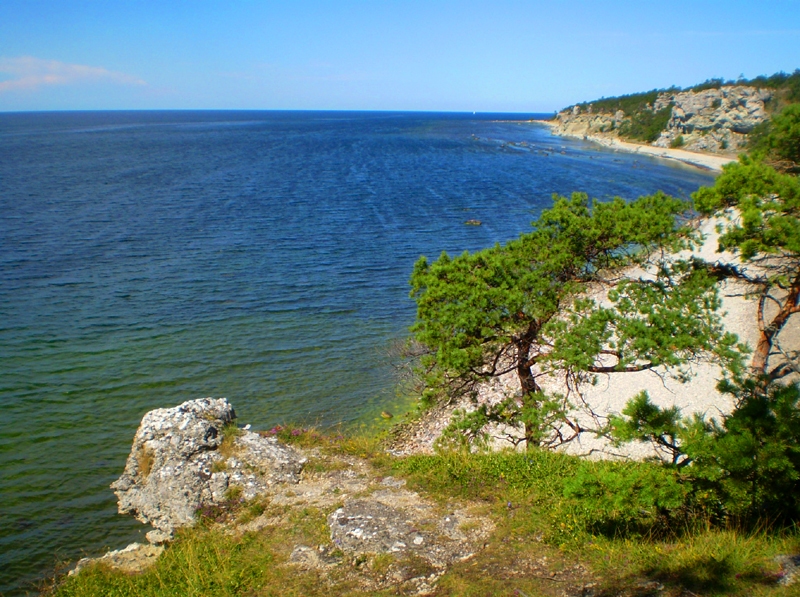
Sigsarvestrand.

Sigsarve strand är en strand på nordvästra Gotland och en del av Hall-Hangvars naturreservat. Stranden nås via en liten väg ner från väg 149.
I anslutning till stranden finns ett litet fiskeläge bestående av några liggbodar. Det ingår i riksintresset "Gotländska fiskelägen".
TV-julkalendern Kronprinsen som försvann spelades delvis in på Sigsarve strand.